# Историја Канбере
Канбера, град веома необичне историје, један је од најуређенијих градова у Аустралији. Иако је статус главног града добио тек 1913, остаци прапостојбине датирају од пре 20.000 година.

## Праисторија
Пре досељавања Европљана, територију данашње Канбере насељавали су Нгунауал и Уалгалу племена. Археолошка истраживања доказала су да су прва насеља постојала 19.000 година пре нове ере. Данашња Канбера носи име које је стотинама година старије од ње.

## 19. век

### Европски истраживачи
Европски истраживачи населили су град раних 1820-их година. Од 1820. до 1824. из Европе било је послато четири експедиције. Како археолози верују, Џ. Јохан Мор је био један од првих градитеља новије Канбере. Он је од староседелаца откупио велику површину града. Озбиљнија европска насељавања десила су се крајем 19. века.

## Послератни период
Нагли развитак Канбере почиње 1941. када је основан Аустралијски ратни музеј. По завршетку Другог светског рата отвара се и Аустралијски национални универзитет 1946.
Раних 1960-их настављено је планско уређење града. По ранијем пројекту предвиђено је да се у центру града направи вештачко језеро. Реализација тог пројекта уследила је 1963. када је у самом центру Канбере, приликом градње бране на реци Молонго, ископано корито језера. Језеро добија назив Берли Грифин, по архитекти Волтеру Берлију Грифину који је био задужен за планско уређење града.
1978. отворен је градски стадион Bruce, првенствено намењен рагби играма.
1980. отворено је и ново здање Врховног суда Аустралије.
1982. отворена је Национална галерија Аустралије.